# Peter Friderich Quaade
Peter Friderich Quaade (født 16. januar 1779 i Pommerby, Gelting Sogn i Angel, død 1. marts 1850 i København) var en dansk officer, far til George Quaade.
Han var søn af parcellist August Diederich Quaade (død 1811, 64 år gammel) og Magdalena Margaretha, født Mordhorst (1745-1830). I sin barndom blev han opdraget hos kammerherre Wedderkop på det nærliggende Dollerød, indtil han i 1795 eller 1796 blev student i Kiel og 1798 indskreves som matematisk student ved Christian-Albrechts-Universität. Sin militære løbebane begyndte han som volontær ved Feltjægerkorpset 1796, hvorefter han i 1798 blev fændrik af infanteriet og i 1801 sekondløjtnant ved søndenfjeldske infanteriregiment. I 1804 udnævntes han til virkelig sekondløjtnant i Ingeniørkorpset med anciennitet af 15. april 1801, og han forfremmedes året efter til premierløjtnant samt ansattes som ingeniør ved Nyborg og Korsør Fæstninger, i hvilken stilling han i 1808 udnævntes til virkelig kaptajn. Fra 1810-30 var han ingeniør ved Kronborg fæstning, og han blev 1826 Ridder af Dannebrog samt 1827 karakteriseret, i 1829 virkelig major. Samme år blev han Dannebrogsmand og indtrådte i Kommissionen angående Frederikshavns Havns udvidelse, og han udarbejdede i forening med kaptajnløjtnant Leth en plan til et udvidet havneanlæg ved Frederikshavn, som i 1830 approberedes af kongen, idet Quaade samtidig udnævntes til at føre overopsynet med arbejdets udførelse.
I 1830 forsattes han til København som ingeniør ved Citadellet Frederikshavn, og efter i 1833 at have erholdt oberstløjtnants karakter uden anciennitet blev han fra begyndelsen af 1834 dirigerende stabsofficer for fæstningstjenesten i København og Citadellet Frederikshavn. Han var medlem af den i 1835 nedsatte Kommission angående anlægget af en jernvej til lettelse af kommunikationen mellem Nord- og Østersøen og i 1835-41 undervisningsdirektør ved Den kongelige militære Højskole samt fra 1838 medlem af Defensionskommissionen og fra 1840 medlem af Kommissionen angående brolægningen af Kongens Nytorv. Quaade, som i 1836 var blevet virkelig oberstløjtnant uden anciennitet og Kommandør af Dannebrog og i 1837 havde erholdt oberstløjtnants anciennitet, udnævntes 25. juni 1841 til oberst og chef for Ingeniørkorpset. Han blev samme år medlem af Kommissionen angående vandvæsenet og i 1843 medlem af Kommissionen til at udkaste regulativer for samtlige fæstningers, skansers og batteriers armering m.v. Efter hærorganisationen af 1842 udnævntes han til generalmajor, og han døde 1. marts 1850.
Quaade ægtede 25. december 1812 Christiana Gustava de Tuxen (29. september 1792 i Helsingør – 28. maj 1866), datter af admiralitets- og generalkrigskommissær, inspektør ved Øresunds Toldkammer Louis de Tuxen (1748-1828) og Charlotte Elisabeth f. Klingfeldt (1755-1819). Han havde 5 børn, deriblandt George Quaade.
Der findes et maleri af August Schiøtt fra 1847 i familieeje, litograferet samme år af Peter Gemzøe. Miniature af George Quaade.
Han er begravet på Garnisons Kirkegård.